# Фінал кубка Англії з футболу 1962
Фінал кубка Англії з футболу 1962 — 81-й фінал найстарішого футбольного кубка у світі. Учасниками фіналу були «Тоттенгем Готспур» і «Бернлі». Вдруге поспіль володарем кубкового трофею став «Тоттенгем Готспур».

## Шлях до фіналу
| «Тоттенгем Готспур»    | «Тоттенгем Готспур» | «Тоттенгем Готспур»                     | Раунд           | «Бернлі»               | «Бернлі»  | «Бернлі»                                                          |
| ---------------------- | ------------------- | --------------------------------------- | --------------- | ---------------------- | --------- | ----------------------------------------------------------------- |
| Суперник               | Результат           | Матчі                                   |                 | Суперник               | Результат | Матчі                                                             |
| «Бірмінгем Сіті»       | 7—5                 | 3—3 на виїзді, 4—2 вдома (перегравання) | Третій раунд    | «Квінз Парк Рейнджерс» | 2—1       | 2—1 вдома                                                         |
| «Плімут Аргайл»        | 5—1                 | 5—1 на виїзді                           | Четвертий раунд | «Лейтон Орієнт»        | 2—1       | 1—1 вдома, 1—0 на виїзді (перегравання)                           |
| «Вест-Бромвіч Альбіон» | 4—2                 | 4—2 на виїзді                           | П'ятий раунд    | «Евертон»              | 3—1       | 3—1 вдома                                                         |
| «Астон Вілла»          | 2—0                 | 2—0 вдома                               | Шостий раунд    | «Шеффілд Юнайтед»      | 1—0       | 1—0 на виїзді                                                     |
| «Манчестер Юнайтед»    | 3—1                 | 3—1 на нейтральному полі                | 1/2 фіналу      | «Фулгем»               | 3—2       | 1—1 на нейтральному полі, 2—1 на нейтральному полі (перегравання) |

## Матч
| 5 травня 1962 |

| Тоттенгем Готспур                        | 3:1      | Бернлі     |
| ---------------------------------------- | -------- | ---------- |
| Грівз 3' Сміт 51' Бланчфлауер 80' (пен.) | Протокол | Робсон 50' |

| Вемблі, Лондон Глядачів: 100 000 Арбітр: Джим Фінні |

|  |  |

|                  |  |                       |  |
|                  |  |                       |  |
| В                |  | Білл Браун            |  |
| З                |  | Пітер Бейкер          |  |
| З                |  | Рон Генрі             |  |
| З                |  | Моріс Норман          |  |
| ПЗ               |  | Денні Бланчфлауер (к) |  |
| ПЗ               |  | Дейв Макай            |  |
| ПЗ               |  | Террі Медвін          |  |
| ПЗ               |  | Джон Вайт             |  |
| ПЗ               |  | Кліфф Джонс           |  |
| Н                |  | Боббі Сміт            |  |
| Н                |  | Джиммі Грівз          |  |
| Головний тренер: |  |                       |  |
| Білл Ніколсон    |  |                       |  |

|                  |  |                    |  |
|                  |  |                    |  |
| В                |  | Адам Блеклоу       |  |
| З                |  | Джон Ангус         |  |
| З                |  | Алекс Елдер        |  |
| ПЗ               |  | Джиммі Адамсон (к) |  |
| ПЗ               |  | Томмі Каммінгс     |  |
| ПЗ               |  | Браян Міллер       |  |
| ПЗ               |  | Джон Коннеллі      |  |
| ПЗ               |  | Джиммі Макілрой    |  |
| ПЗ               |  | Гордон Гарріс      |  |
| Н                |  | Рей Поінтер        |  |
| Н                |  | Джиммі Робсон      |  |
| Головний тренер: |  |                    |  |
| Гаррі Поттс      |  |                    |  |